# Christophe Mérieux
Christophe Mérieux, né le 31 décembre 1966 à Lyon et mort le 14 juillet 2006 au Montellier (Ain), est un médecin et un homme d'affaires français.
Interne des hôpitaux de Lyon en 1991, il effectue des stages dans différents établissements, en particulier dans le service des maladies infectieuses de l'hôpital de la Croix-Rousse. Il consacre sa thèse de médecine en 1997 aux « Principes et applications de la thérapie génique. Perspectives en immunothérapie. ».
Il était le successeur désigné à la tête du groupe pharmaceutique familial bioMérieux implanté à Lyon dont il était vice-président.

## Biographie

### Jeunes années
Il est le fils d'Alain Mérieux (lui-même fils de Charles Mérieux) et de Chantal Berliet (fille de Paul Berliet).
Son frère Rodolphe (né en 1969), est mort en 1996 dans le crash du vol 800 TWA. Son autre frère, Alexandre, est l’actuel PDG de la société bioMérieux.
Le 9 décembre 1975, à l'âge de 9 ans, il est enlevé par le « gang des Lyonnais » et est rendu à ses parents contre une rançon de 20 millions de francs.

### Engagement humanitaire
Médecin humaniste et passionné par le terrain, Christophe Mérieux se dirige vers la voie de l'humanitaire, dès la sortie de ses études de médecine à Lyon. C’est au Vietnam qu'il pratique d’abord la médecine, en tant que coopérant. Fort de cette expérience, il réoriente ensuite l'action de la Fondation Mérieux sur le terrain, en créant un réseau de laboratoires de biologie, sentinelles des maladies infectieuses, en Asie du Sud-Est, en Afrique de l’Ouest, en Haïti et en renforçant ainsi les capacités de diagnostic de ces pays.

### Carrière
En 1998, Christophe Mérieux devient vice-président et directeur des affaires médicales, de la recherche et du développement, du groupe familial bioMérieux. Médecin dans l'âme, il met le patient au centre des stratégies de développement scientifique et de recherche du groupe. Il est à l'origine de rapprochements et de collaborations internationales pour développer de nouvelles technologies de diagnostic. Il pilote notamment la création d'une unité́ mixte de recherche entre bioMérieux et la Chinese Academy of Medical Sciences à Pékin.
En 2002, il prend également la présidence de Transgene, société de biotechnologie de la holding familiale, spécialisée dans le développement de produits de thérapie génique.
Impliqué dans la vie de la cité, il contribue en 2005 à la création de Lyonbiopôle, l'un des principaux pôles français de compétitivité́ à vocation internationale, dont il devient président, à la demande du maire de la ville, Gérard Collomb. Ce dernier souhaite alors voir naître à Gerland (Lyon 7e), un centre d'infectiologie mondial qui permette aux spécialistes du monde entier de travailler ensemble, le temps d'un programme,,.

### Circonstances du décès
Il est mort noyé dans la piscine de la maison familiale du Montellier (village dont son grand-père Paul Berliet fut maire), à la suite d'un malaise cardiaque, le 14 juillet 2006.

## Hommages
- La Fondation Christophe et Rodolphe Mérieux est créée en 2001 par Alain et Chantal Mérieux, en mémoire de leurs fils, sous l’égide de l'Institut de France. Financé par cette dernière, le prix Dr. Christophe Mérieux est décerné chaque année à l’Institut de France depuis 2007 et récompense des chercheurs travaillant dans les pays en développement, dans le domaine des maladies infectieuses [7].
- Une résidence sociale pour jeunes travailleurs, animée par Habitat & Humanisme[8], située dans le 7e arrondissement de Lyon, porte son nom[9].
- En 2009 est inauguré le Centre docteur Christophe Mérieux à Phnom Penh au Cambodge. Géré par l’association Enfants du Mékong, il accueille 150 étudiants issus de familles pauvres, ainsi que des enfants des rues[10].
- Lors de son décès un hommage lui fut rendu au sein de BioMerieux à Marcy l'étoile avec deux minutes de silence que les collaborateurs de l'entreprise ont respecté avec beaucoup d'émotion.